# Giovanni Luca Zuzzeri
Giovanni Luca Zuzzeri, S.I. (Ragusa di Dalmazia, 26 febbraio 1717 – Roma, 18 novembre 1746), è stato un numismatico e archeologo italiano.

## Biografia
Giovanni Luca Zuzzeri nacque a Ragusa di Dalmazia il 26 febbraio 1717; entrò nel noviziato dei gesuiti a Roma il 4 novembre 1731, e, sotto la direzione di ottimi maestri, acquistò in breve tempo una profonda conoscenza della lingua greca, e una notevolissima erudizione nei vari rami dell’archeologia. Mandato dai suoi superiori a Parigi, visitò la galleria di medaglie dell’abbé de Rothelin, dal quale fu accolto calorosamente. Al suo rientro in Italia, la scoperta di alcuni preziosi reperti tra le rovine dell’antica Tusculo, gli fornì il soggetto per una dotta dissertazione. Era occupato in lavori di maggior rilievo, attesi con grande impazienza dagli eruditi di tutta Europa, quando morì a Roma, il 18 novembre 1746, all’età di trent’anni.

## Opere
Le sue opere sono:
- D’una antica villa scoperta sul dosso del Tusculo, e d’un antico orologio a sole tra le rovine della medesima ritrovato dissertazioni due, Venezia, 1746. Nella prima dissertazione, l’autore prova che la casa o villa scoperta a Tusculo è quella di Cicerone.[2] La seconda è un trattato intero sugli orologi degli antichi, e sui differenti metodi da essi adoperati per misurare il tempo;
- Sopra una medaglia di Attalo Filadelfo e sopra una parimente d’Annia Faustina, due Dissertazioni, Venezia, 1747. La dissertazione sulla medaglia di Faustina, era stata pubblicata in francese nelle Mémoires de Trévoux, agosto 1745, pp. 1445-1463. Tale versione è inserita, con il testo italiano a fronte, nel volume indicato, edito dal p. Girolamo Lombardi.